# Melvin Frohike
Melvin Frohike est un personnage de fiction dans les séries télévisées X-Files et The Lone Gunmen : Au cœur du complot, interprété par Tom Braidwood.

## Biographie fictive
Frohike est né le 12 avril 1945 à Pontiac (Michigan). Avant de rejoindre Les Bandits solitaires, il a été un danseur de tango réputé à Miami. En abandonnant le tango, il a sillonné le pays avec des hippies avant de fonder la société Frohike Electronics Corp, spécialisée dans le matériel de piratage. 
En 1989 lors d'une convention d'électronique à Baltimore, où sa société, Frohike Electronics Corporation, tient un stand de vente, il rencontre John Byers et Richard Langly avec qui il forme ensuite un groupe publiant l'infolettre The Lone Gunmen.
Frohike est le plus petit des trois membres des Lone Gunmen et le plus débraillé, avec un goût unique pour s'habiller. Dans ses premières apparitions dans X-Files, il arbore une petite queue de cheval, et porte des vestes en laine, des bretelles et du cuir, avec des gants sans doigts qui deviennent son signe distinctif. 
Melvin Frohike est parmi les Lone Gunmen l'expert en photographie, opérations spéciales et surveillance électronique.
Frohike a une forte attirance pour l'agent Scully. Lors de sa première apparition, il a pris des photos d'elle, lorgnant sur elle et la qualifiant de « délicieuse » (tasty). Alors que cette attirance semblait plutôt lubrique de prime abord, il a démontré une véritable affection pour Scully (et Mulder) en de nombreuses occasions, étant la première personne à lui apporter des fleurs après son retour à la suite de l'enlèvement dont elle fut victime dans l'épisode Coma, et lui portant secours des attentions de Morris Fletcher dans Brelan d'as.
Les trois Bandits solitaires d'origine (Frohike, Langly et Byers) décèdent dans l'épisode N'abandonnez jamais : face à l'imminence inévitable d'une attaque bactériologique, ils choisissent de se confiner intentionnellement dans un couloir avec le porteur du virus mortel créé par des terroristes (auxquels est affilié le père d'Yves), ce qui aura épargné des centaines de vies. Jimmy et Yves qualifieront leur sacrifice d'« injuste ».
En hommage à tout ce qu'ils ont fait pour eux (Mulder et compagnie), le directeur adjoint Skinner s'arrange pour qu'ils soient inhumés au Cimetière national d'Arlington, en sa présence ainsi que celle de Jimmy Bond, Yves, Kimmy Belmont, John Doggett, Monica Reyes, Dana Scully et Morris Fletcher.
Le trio fait toutefois une réapparition posthume dans le finale de la saison 9, La vérité est ici.
Dans l’épisode 5 de la saison 10 (sortie en 2016), Frohike, Byers et Langly font une brève apparition dans les hallucinations de Mulder lors d'une prise de vrai-faux champignons hallucinogènes.

## Apparitions

### X-Files
| Saison 1 (1993–1994) - Entité biologique extraterrestre (E.B.E.) Saison 2 (1994–1995) - Mauvais Sang (Blood) - Coma (One Breath) - Parole de singe (Fearful Symmetry) - Anasazi (Anasazi) Saison 3 (1995–1996) - Le Chemin de la bénédiction (The Blessing Way) - Opération presse-papiers (Paper Clip) - Monstres d'utilité publique 1/2 (Nisei) - L'Épave 2/2 (Apocrypha) - Hallucinations (Wetwired) The X-Files, le jeu (jeu vidéo, 1998) Saison 4 (1996–1997) - L'Homme à la cigarette (Musings of a Cigarette Smoking Man) - Journal de mort (Memento Mori) Saison 5 (1997–1998) - Le Complot (Redux) - La Voie de la vérité (Redux II) - Les Bandits solitaires (Unusual Suspects) - Emily - 2e partie (Emily) - Clic mortel (Kill Switch) - La Fin (The End) The X-Files, le film (The X-Files: Fight the Future) (film, 1998) | Saison 6 (1998–1999) - Triangle (Triangle) - Zone 51 - 2e partie (Dreamland II) - Toute la vérité - 2e partie (One Son) - Brelan d'as (Three of a Kind) - Spores (Field Trip) Saison 7 (1999–2000) - Maitreya (First Person Shooter) - En ami (En Ami) - Requiem (Requiem) The X-Files: Resist or Serve (jeu vidéo, 2004) Saison 8 (2000–2001) - Chasse à l'Homme 1/2 (Within) - Via negativa (Via Negativa) - Dévoreur d'âmes (The Gift) - Renaissances (Deadalive) - Confiance (Three Words) - Essence (2/2) (Existence) Saison 9 (2001–2002) - Nouvelle Génération (1/2) (Nothing Important Happened Today) - Nouvelle Génération (2/2) (Nothing Important Happened Today II) - La Prophétie (1/2) (Providence 1/2) - La Prophétie (2/2) (Providence 2/2) - N'abandonnez jamais (Jump the Shark) (épilogue de The Lone Gunmen : Au cœur du complot) - La vérité est ici (The Truth) (posthume) Saison 10 (2016) - Babylon (posthume) |

### The Lone Gunmen: Au cœur du complot
Saison unique de 13 épisodes
- Pilote fantôme (Pilot)
- Agent triple zéro (Bond, Jimmy Bond)
- L'Empoisonneuse d'Alsace (Eine Kleine Frohike)
- De l'eau dans le carburateur (Like Water for Octane)
- Trois hommes et un bambin (Three Men and a Smoking Diaper)
- Adam contre Charlie (Madam, I'm Adam)
- La Planète des Frohikes (Planet of the Frohikes)
- Peine capitale (Maximum Byers)
- Chirurgie mortelle (Diagnosis Jimmy)
- Le Dernier Tango à Miami (Tango de los Pistoleros)
- Jeux de menteurs (The Lying Game)
- Capitaine Toby (The Cap'n Toby Show)
- Roméo 61 (All About Yves)